# Jødisk marathi
Jødisk marathi eller judeomarathi er en dialekt af marathi som bliver talt af bene Israel, et jødisk folkeslag i Indien. I selve ordforrådet er der mange låneord fra hebraisk og arameisk og – efter indflydelse fra cochinijøderne i Kerala – jødisk malayalam og portugisisk.
| Sprog | Spire Denne artikel om sprog er en spire som bør udbygges. Du er velkommen til at hjælpe Wikipedia ved at udvide den. |